# Samarcanda (album)
Samarcanda (1977) è un album del cantautore Roberto Vecchioni.

## Descrizione
In questo album è presente il brano Samarcanda che è la canzone che, pubblicata su 45 giri, ha fatto conoscere Vecchioni al grande pubblico. I temi ricorrenti in questo disco sono quelli tipici di Vecchioni: la natura, la morte, l'amore, gli affetti, la nostalgia e soprattutto la poesia.
L'album venne registrato negli studi GRS Sound di Milano, ed il tecnico del suono è Bruno Malasoma, mentre le basi ritmiche vennero registrate presso lo studio Johan Sebastian Bach di Milano (ed il tecnico del suono è Nino Jorio).
La foto di copertina è opera di Mario Vivona, e raffigura un paesaggio orientale, mentre le foto interne del cantautore e dei musicisti sono di Carlo Massarini, Fulvio Badetti e Giancarlo Baroni. La grafica di copertina è di Claudio Doveri.
Le canzoni sono tutte edite dalle Edizioni musicali Babayaga. Tra i musicisti presenti nel disco sono da segnalare il percussionista Tony Esposito, che aveva già suonato in Il re non si diverte, il cantautore Angelo Branduardi (al violino), un componente del gruppo di rock progressivo dei Madrugada, Alessandro "Billy" Zanelli  e due componenti de I Nuovi Angeli, Pasquale "Paki" Canzi e Mauro Paoluzzi.

## Le canzoni

### Samarcanda
Tra i brani più conosciuti dell'artista, Samarcanda si caratterizza per il ritmo e il ritornello vivaci. Narra la tragica storia di un soldato reduce dalla guerra e che tenta invano di sfuggire alla morte.

### Vaudeville (ultimo mondo cannibale)
Canzone grottesca e irreale, stigmatizza una certa concezione di vedere il cantautore non come un qualsiasi uomo di spettacolo ma come un guru capace di dispensare verità; nel titolo viene citato il noto film di Ruggero Deodato Ultimo mondo cannibale, precedente di un anno. L'ispirazione di questa canzone è l'episodio di contestazione occorso a Francesco De Gregori l'anno prima, durante un concerto al Palalido di Milano.

### Due giornate fiorentine
Narra con rabbia la scoperta di un tradimento della prima moglie, Irene Bozzi, avvenuto a Firenze. Tra un flashback e un siparietto azzeccatissimo di un benzinaio "con la pompa in mano", la consapevolezza che, con il tempo, è possibile convivere anche con la capacità di non amare, simboleggiata da un lupo.

### Blu(e) notte
Questo brano, recitato, racconta l'incontro di Vecchioni con il poeta Sandro Penna (morto a gennaio del 1977), in un bar tra clienti stravaganti e barman superficiali.
Nel ritornello le coriste cantano alcuni versi della poesia X agosto di Giovanni Pascoli, che vengono contrapposti a quelli di Penna che vengono recitati da Vecchioni nelle strofe.

### Per un vecchio bambino
È dedicata da Vecchioni alla memoria di suo padre. È la seconda canzone dedicata al padre dopo L'uomo che si gioca il cielo a dadi, qui il padre è disegnato vecchio nell'anagrafe ma sicuramente giovane, o meglio bambino, nello spirito.

### Canzone per Sergio
È dedicata al fratello, notaio a Lipari, al quale il cantautore scrive una lettera, parlando degli amici che lo cercano «...ci contiamo e manchi sempre tu...» e di problemi più esistenziali, anche se il fine ultimo è probabilmente quello di cementare la coesione tra fratelli dal momento che il padre è venuto a mancare.
Poetica la frase «..un giorno o l'altro mi rincontrerai ... mi accadrà di sorridere come non speravo più e l'occhio azzurro avrà un momento uguale all'occhio blu» che forse indica la possibilità di convergenza tra la realtà e il sogno, due dimensioni presenti in molte canzoni dell'artista.
Viene citata Blowin' in the wind di Bob Dylan, nei versi «La risposta nel vento dov'è, dov'è, sarà la stessa per ognuno di noi?»; vi è inoltre un riferimento al romanzo Moby Dick di Herman Melville, nei versi «Il capitano Achab non torna più / dal viaggio contro l'impossibile».

In merito a questa canzone, così dichiarò anni dopo Vecchioni: 

### L'ultimo spettacolo
Anche questo brano è ispirato ai problemi coniugali con Irene; nella prima parte mette in parallelo il mito rappresentato da Achille e dagli altri eroi narrati da Omero e la realtà dove gli uomini sono "goffi" e "nudi" e dove le donne non aspettano gli eroi, mentre nella seconda, rappresentata anche musicalmente da un cambio di tempo, descrive l'addio alla stazione alla moglie, che parte per Torino per raggiungere il suo amante.
In seguito Vecchioni citerà in molti brani questo episodio, ricordiamo Vorrei: «Si lo so che poi sei ritornata, lo so» e «Io vorrei fare a pezzi il ricordo di un treno» e Montecristo «Non apro più gli armadi per non incontrare quelli di Torino».
Nel titolo viene citato il noto film di Peter Bogdanovich L'ultimo spettacolo, del 1971.
Una rivisitazione del brano compare nell'omonimo album di esordio del gruppo progressive rock Christadoro, del 2017.

## Tracce
LATO A
1. Prologo/Samarcanda – 4:59
2. Vaudeville – 1:46
3. Due giornate fiorentine – 6:45
4. Blu(e) notte – 4:14

LATO B
1. Per un vecchio bambino – 7:41
2. Canzone per Sergio – 5:24
3. L'ultimo spettacolo – 8:27

## Formazione
- Roberto Vecchioni – voce
- Paki Canzi – sintetizzatore, pianoforte, tastiera, eminent, violino
- Tony Esposito – cucchiai, pentole, piatti, percussioni, campanaccio
- Billy Zanelli – basso
- Mauro Paoluzzi – batteria, percussioni, sintetizzatore, chitarra elettrica, chitarra acustica
- Angelo Branduardi – violino, flauto dolce, violino elettrico
- Naimy Hackett, Leona Laviscount – cori